# Luca Sisera

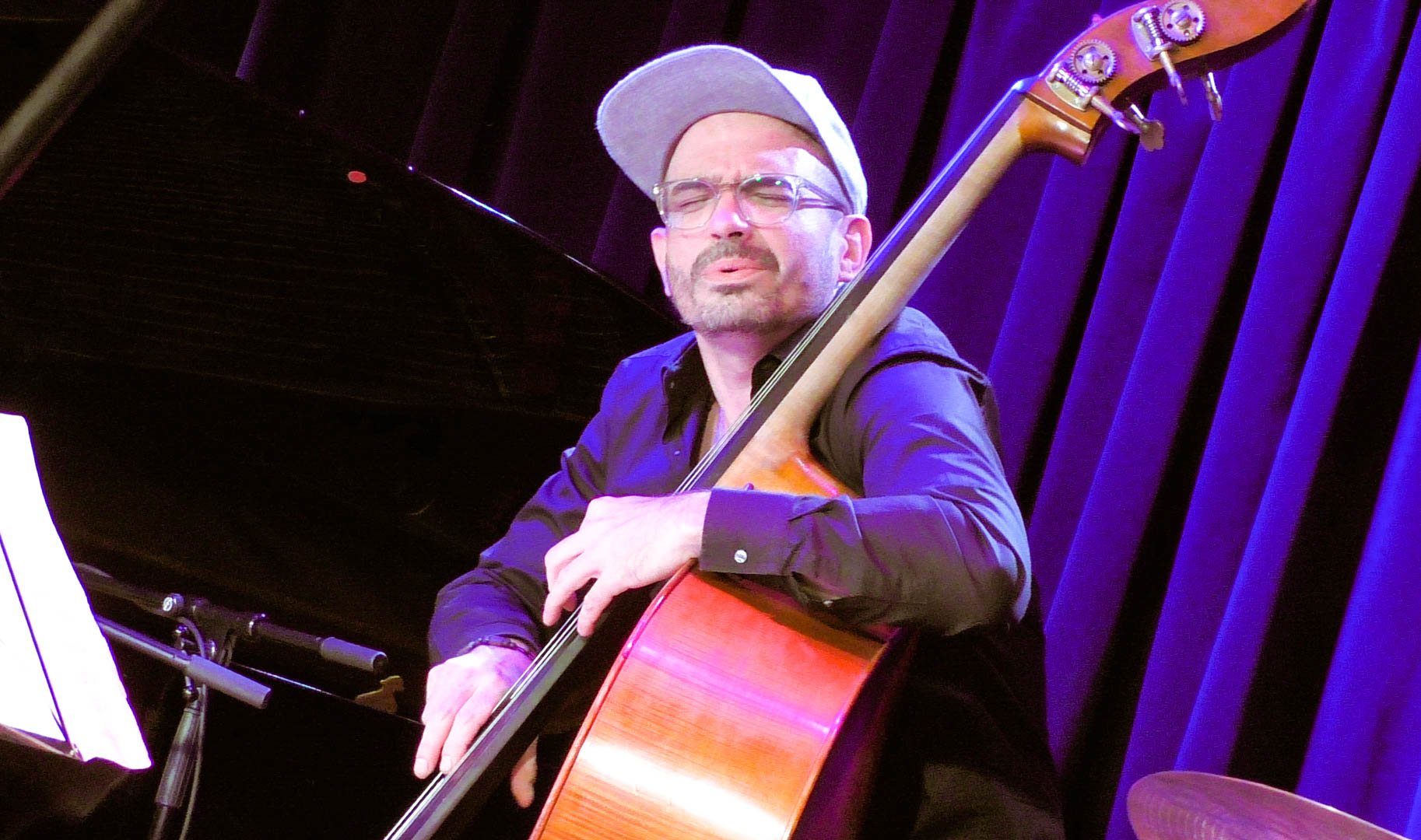
Luca Sisera (2017)

Luca Sisera (Chur, 1975) is een Zwitserse jazzmuzikant. Hij speelt contrabas en componeert.

## Biografie
Sisera's vader komt uit Italië en is amateurmusicus. Als kind had Sisera pianoles, hij bezocht de muziekschool en speelde later basgitaar in rockbands. Via de hiphop kwam hij uiteindelijk terecht in de jazz en hij stapte over op de contrabas. Van 1999 tot 2004 studeerde hij aan het conservatorium van Luzern, zowel basgitaar als contrabas. Sisera werkte in de Zwitserse jazzscene met o.a. Andi Schnoz, Jonas Knecht, Michael Jaeger, Norbert Pfammatter, Dave Gisler en Marcel Lüscher. Hij speelt in de groep H2S2 (met Alex Hendriksen, Franz Hellmüller, Michael Stulz), Kapelle Kessler (met o.m. Manuel Mengis, Tobias Schramm, Valentin Kessler), r.i.s.s. (met Christoph Irniger, Michael Stulz, Stefan Rusconi), Radar Suzuki (met Hellmüller, Carles Peris, Dario Sisera), Tommy Meier's Root Down en het trio van Yves Theiler.
Met gitarist Franz Hellmüller nam Sisera in 2005 het duo-album Home op voor Altrisuoni. Halverwege de jaren 10 richtte hij de groep Luca Sisera Roofer op (album: Prospect, Leo Records), met Silvio Cadotsch, Michael Jaeger, Yves Theiler, Michael Stulz en Isa Wiss. In de jazz speelde hij tussen 2001 en 2015 mee op 21 opnamesessies.
Luca Sisera woont in Luzern en Berlijn.

## Discografie (selectie)
- Hellmüller – Sisera – Renold: Somewhere in May (Altrisuoni, 2007)
- Hellmüller, Sisera, Renold:  9 Views of a Landscape (Neuklang, 2009)
- Luca Sisera Roofer Feat. Alexey Kruglov: Moscow Files (Leo, 2017), met Maurus Twerenbold, Michael Jaeger, Yves Theiler